# Männlichen
Der Männlichen ist ein 2342 m ü. M. hoher Gipfel in den Berner Voralpen. Von Wengen aus führt die Luftseilbahn Wengen–Männlichen (LWM), von Grindelwald die Gondelbahn Grindelwald–Männlichen (GGM) auf den Männlichen. Die Bergstationen der Bahnen befinden sich auf rund 2230 m ü. M. auf einem flacheren Rücken südlich des Gipfels. Der eigentliche Gipfel lässt sich von dort über den «Royal Walk» in rund 30 Min. ersteigen.
Der Männlichen ist als Aussichtspunkt mit ausgezeichneter Sicht auf das Dreigestirn Eiger, Mönch und Jungfrau bekannt sowie als Ausgangsort für Bergwanderer und Skifahrer. 20 Bahnen und Lifte erschliessen im Winter das Skigebiet Kleine Scheidegg-Männlichen mit über 100 km Pisten. Die Gondelbahn Grindelwald-Männlichen war bei der Eröffnung die längste Gondelbergbahn der Welt. Ausser mit der Seilbahn ist der Männlichen zu Fuss von Grindelwald auf einer Strasse in einem Fussmarsch von etwa vier Stunden zu erreichen oder von Wengen in etwa drei Stunden auf einem schmalen Fusspfad, der bei 1,8 Kilometern Luftlinie-Entfernung einen Höhenunterschied von über 950 Meter ermöglicht.
Obwohl der Männlichen niedriger ist als der Tschuggen (2521 m ü. M.) und das Lauberhorn (2472 m ü. M.), wird die Kette dieser drei Berge nach dem Männlichen benannt, so zum Beispiel als Gruppe Männlichen (B.9) innerhalb der SOIUSA-Aufteilung der Berner Voralpen.

## Bilder

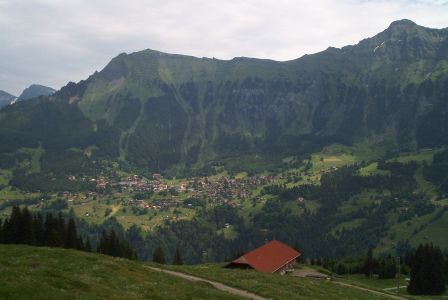
Die steile Westflanke des Männlichen (links) und Wengen
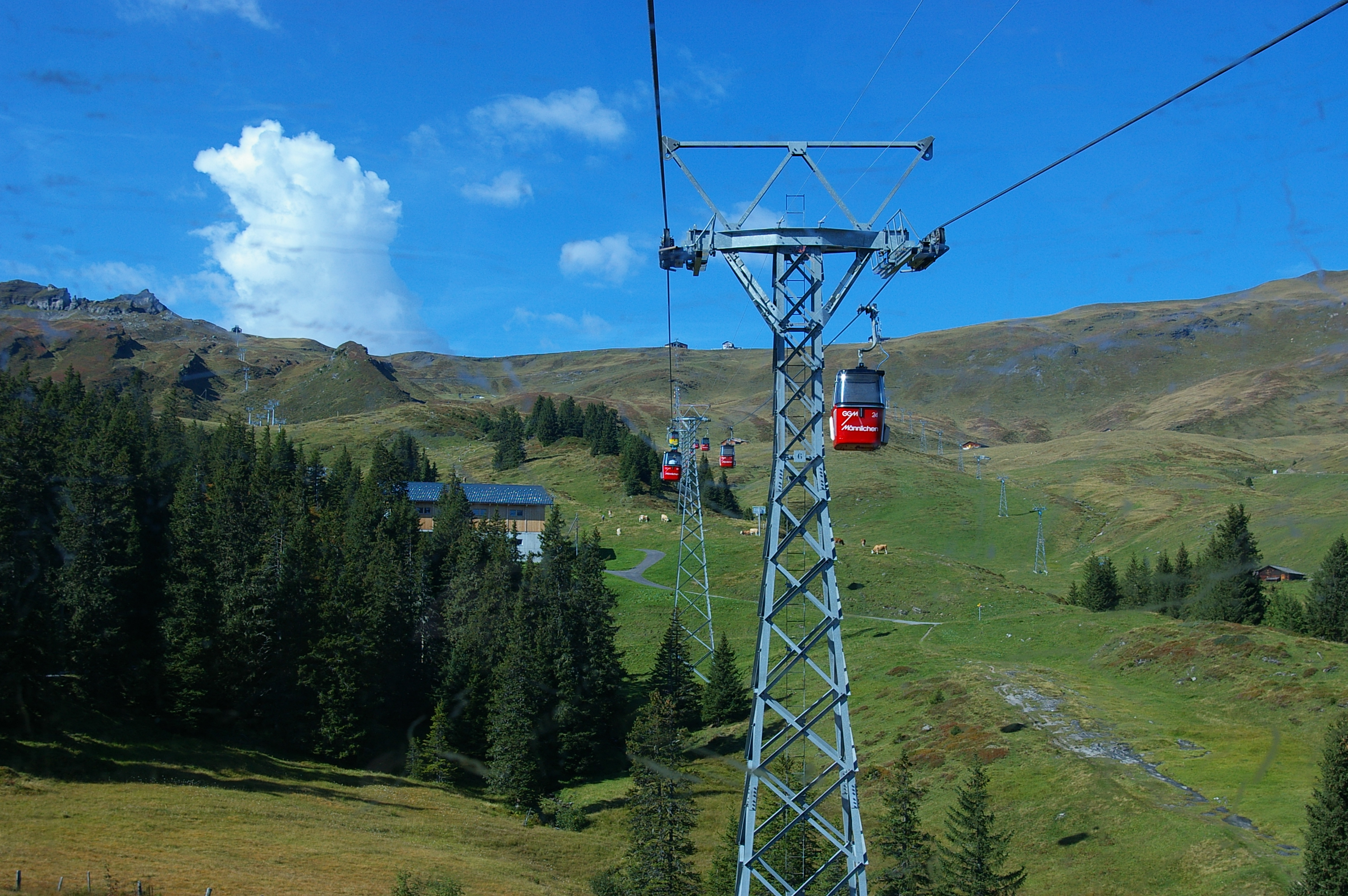
Gondelbahn von Grindelwald: Blick zur Bergstation auf dem Männlichen-Rücken
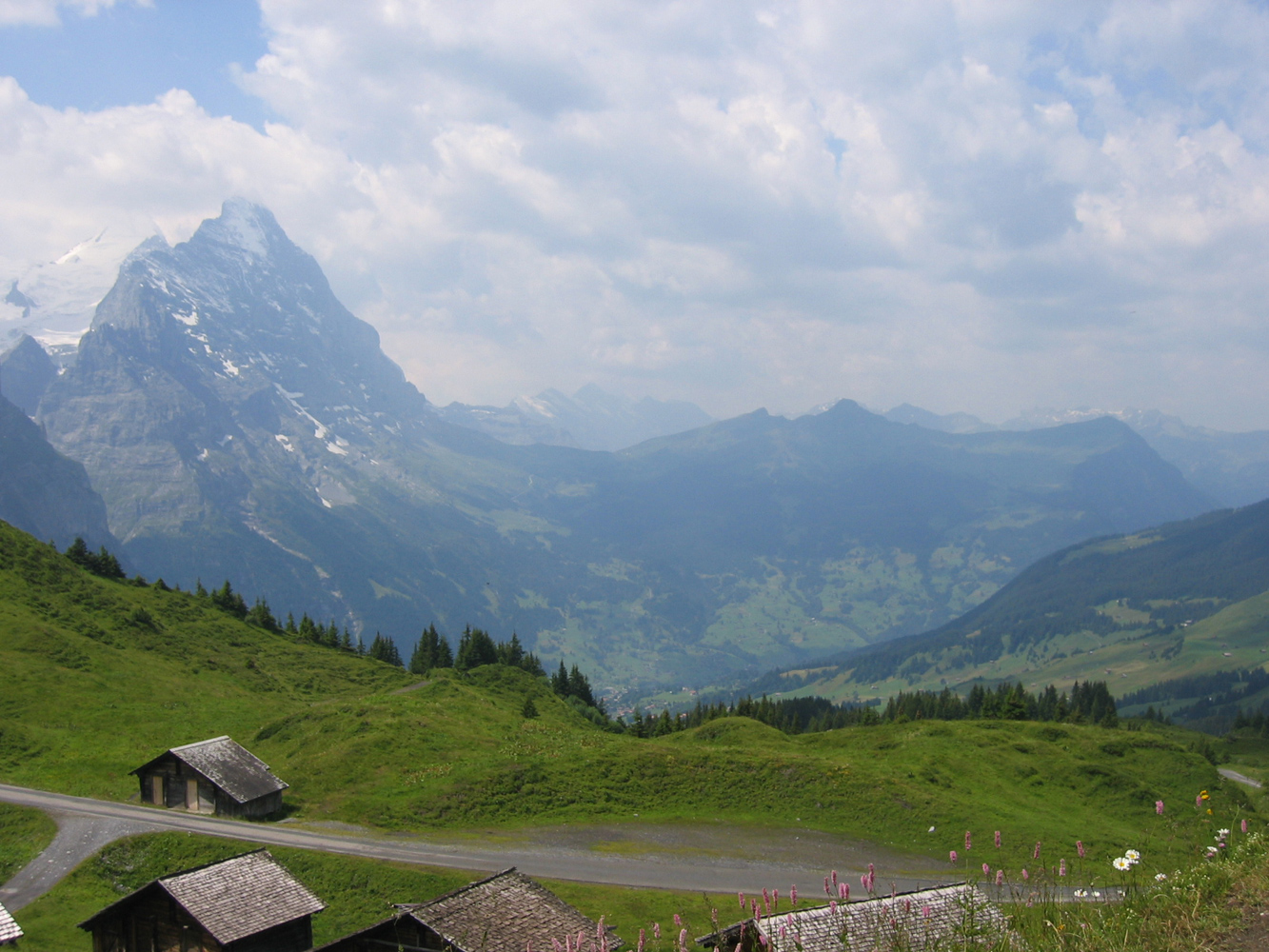
Blick von der Grossen Scheidegg mit Männlichen am rechten Bildrand, Eiger links
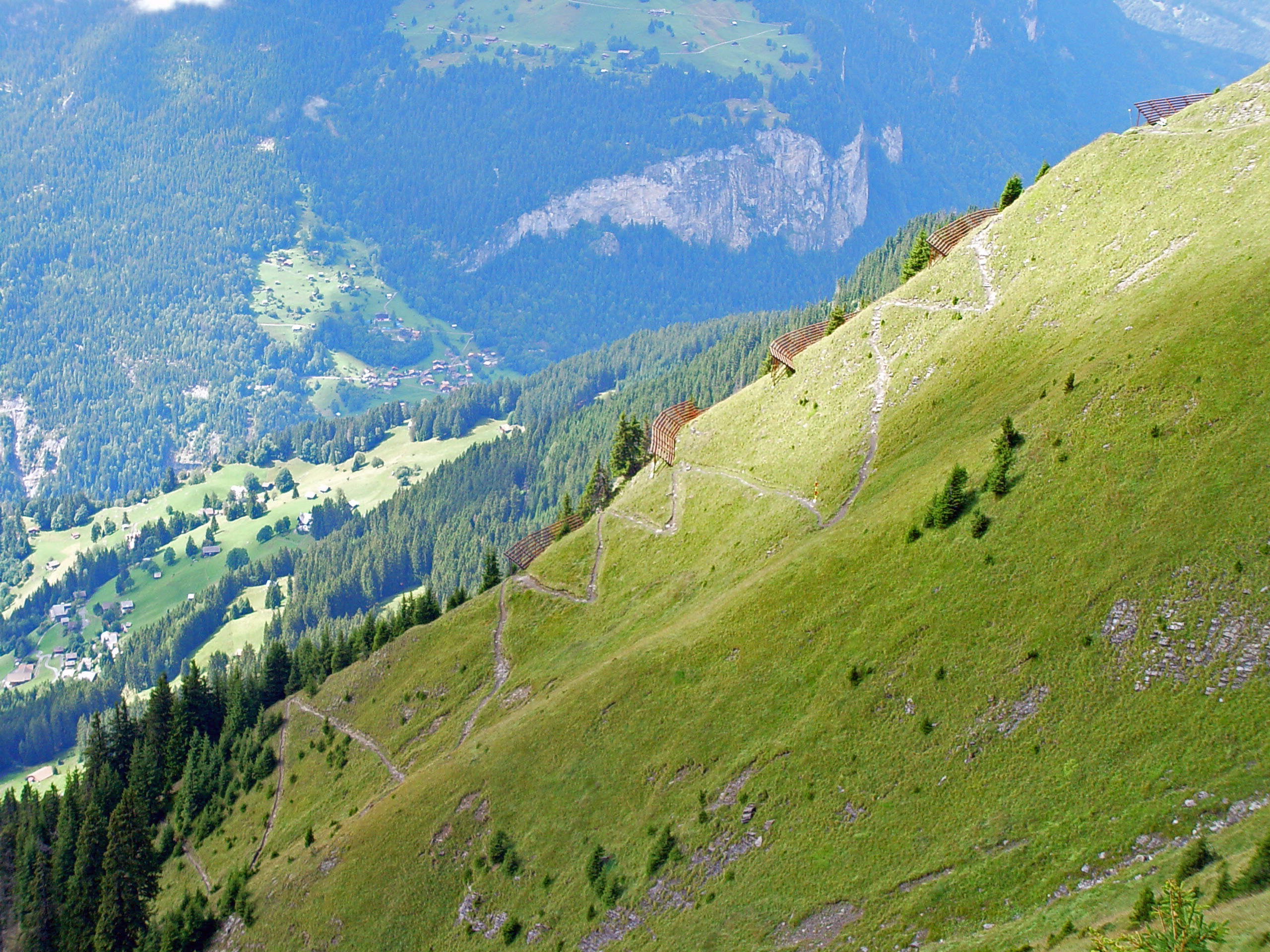
Ausblick ins Tal nach unten auf Wengen und Lauterbrunnen
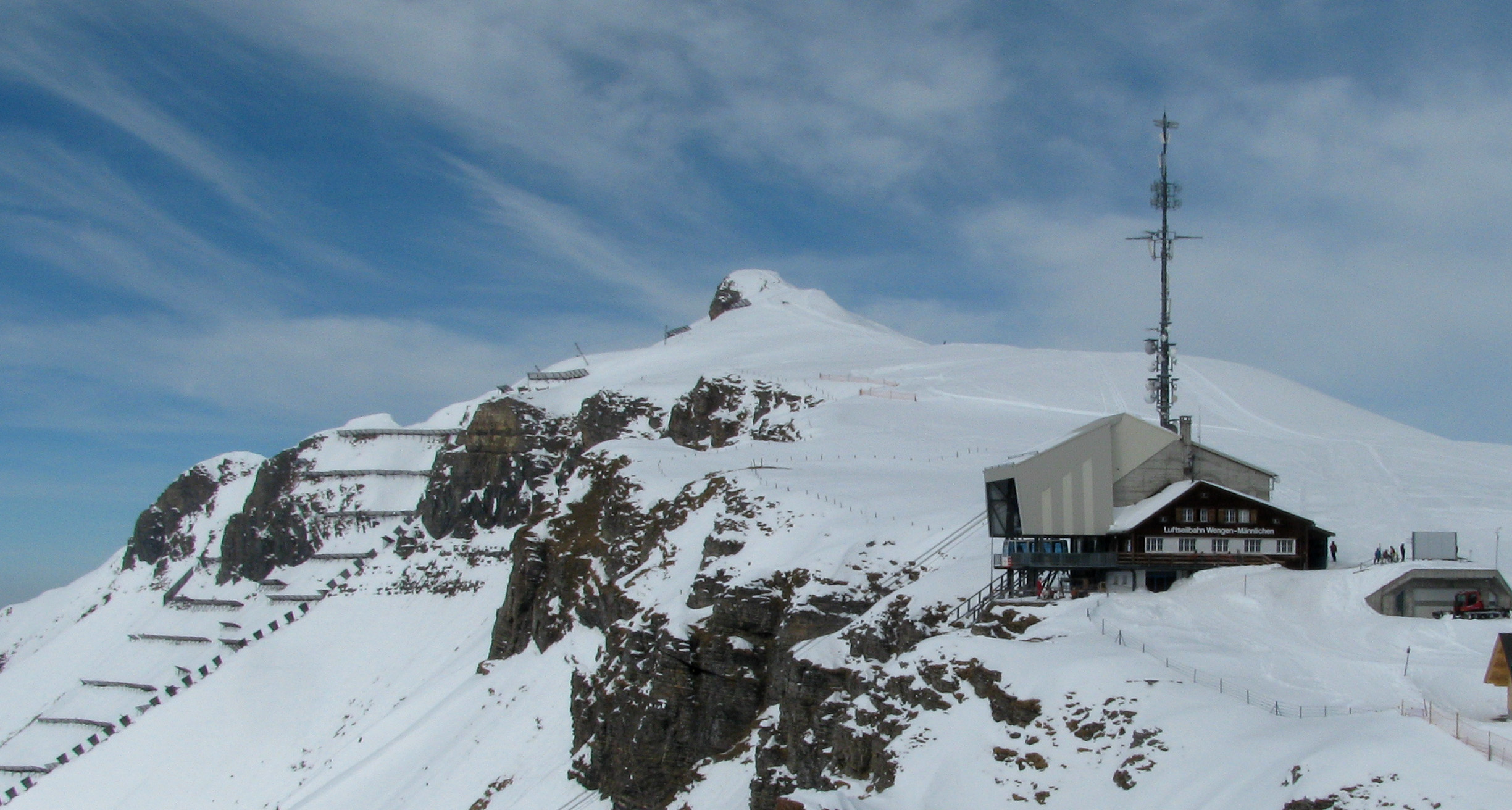
Station Männlichen mit dem Berg im Hintergrund im Winter
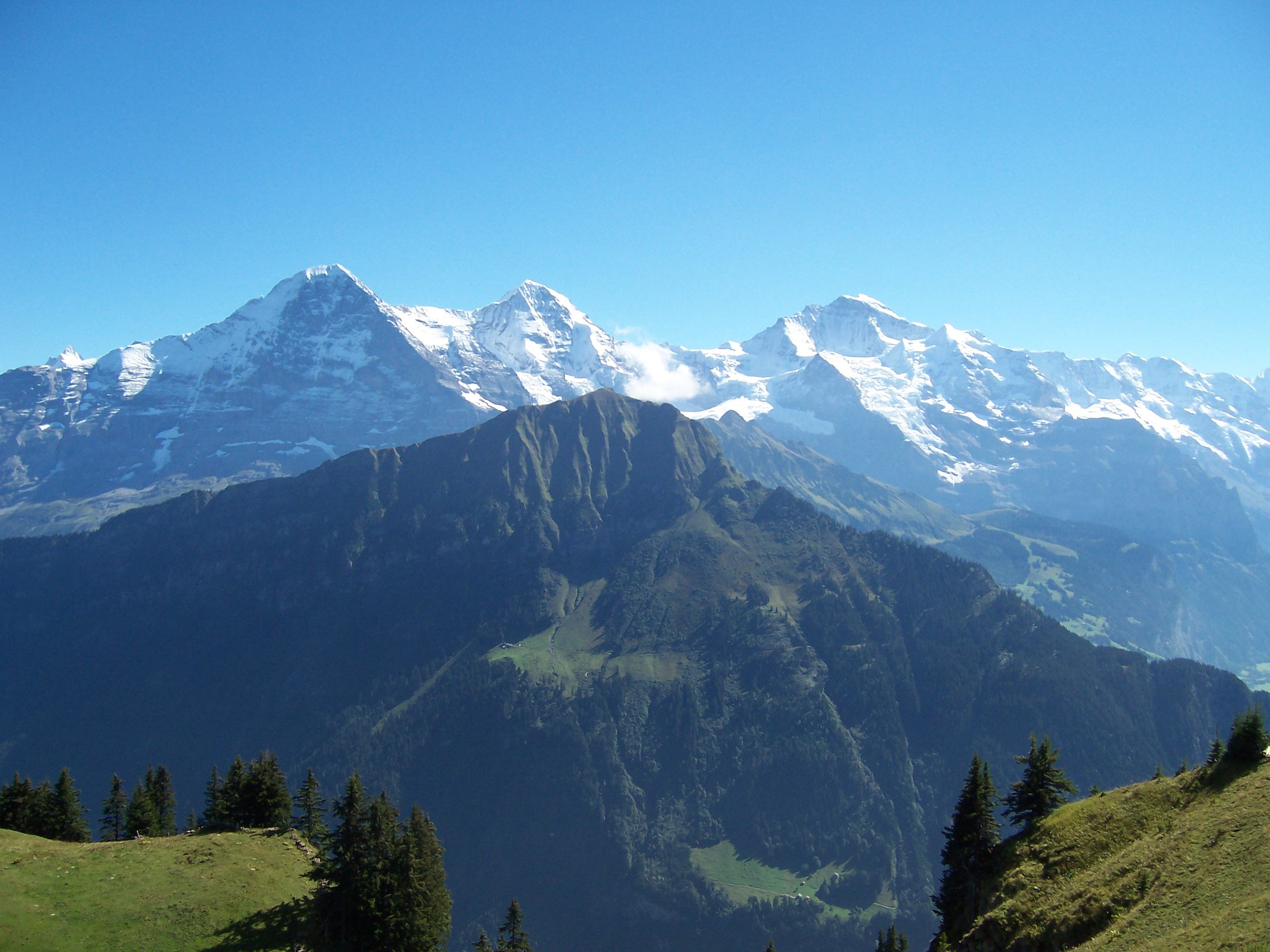
Männlichen-Nordseite von der Schynige Platte aus gesehen, dahinter Eiger, Mönch, Jungfrau